# Рашки управни округ
Рашки управни округ се налази у југозападном делу Републике Србије. Обухвата два града и три општине. Према подацима са пописа 2022. године у округу је живело 296.532 становника.  Седиште је у граду Краљеву.
У околини Краљева налази се „мати свих цркава“ - манастир Жича. Овај духовни центар српске средњовековне државе изграђен је око 1220. године када је манастир Жича постао средиште новоосноване српске архиепископије.
Манастир Студеница саграђен је крајем XII века, као задужбина Стефана Немање, који га је богато опремио иконама и књигама. Када се он замонашио и отишао у Хиландар, бригу око манастира преузео је његов старији син Стефан, касније назван Првовенчани.
Недалеко од Новог Пазара, налази се манастир Сопоћани, настао као задужбина краља Стефана Уроша I, сина краља Стефана Првовенчаног. Сопоћани су грађени око 1260. године. Основна и највећа вредност Сопоћана су фреске, по којима се овај манастир убраја у најбоље примерке европског средњовековног сликарства.

## Административна подела
Рашки управни округ обухвата два града и три општине.
| Назив                | Грб | Број становника (2011) | Број становника (2022) |
| -------------------- | --- | ---------------------- | ---------------------- |
| Град Краљево         |     | 125.488                | 111.491                |
| Град Нови Пазар      |     | 100.410                | 107.859                |
| Општина Врњачка Бања |     | 27.527                 | 25.181                 |
| Општина Рашка        |     | 24.678                 | 21.659                 |
| Општина Тутин        |     | 31.155                 | 33.474                 |

## Демографија
Према последњем званичном попису становништва из 2022, Рашки округ има 296.532 становника. 54,58% становништва живи у урбаним срединама.
| Етнички састав према попису из 2022.‍ | Етнички састав према попису из 2022.‍ | Етнички састав према попису из 2022.‍ | Етнички састав према попису из 2022.‍ | Етнички састав према попису из 2022.‍ |
| ------------------------------------ | ------------------------------------ | ------------------------------------ | ------------------------------------ | ------------------------------------ |
|                                      |                                      |                                      |                                      |                                      |
| Срби                                 | Срби                                 |                                      | 161.033                              | 54,31%                               |
| Бошњаци                              | Бошњаци                              |                                      | 115.640                              | 39,00%                               |
| Муслимани                            | Муслимани                            |                                      | 2.249                                | 0,76%                                |
| Роми                                 | Роми                                 |                                      | 1.982                                | 0,67%                                |
| Горанци                              | Горанци                              |                                      | 357                                  | 0,12%                                |
| Црногорци                            | Црногорци                            |                                      | 310                                  | 0,10%                                |
| Југословени                          | Југословени                          |                                      | 279                                  | 0,09%                                |
| Албанци                              | Албанци                              |                                      | 252                                  | 0,08%                                |
| Руси                                 | Руси                                 |                                      | 195                                  | 0,07%                                |
| Македонци                            | Македонци                            |                                      | 177                                  | 0,06%                                |
| Хрвати                               | Хрвати                               |                                      | 152                                  | 0,05%                                |
| Мађари                               | Мађари                               |                                      | 51                                   | 0,02%                                |
| Бугари                               | Бугари                               |                                      | 49                                   | 0,02%                                |
| Остали                               | Остали                               |                                      | 469                                  | 0,16%                                |
| Регионално                           | Регионално                           |                                      | 105                                  | 0,04%                                |
| Неизјашњени                          | Неизјашњени                          |                                      | 1.827                                | 0,62%                                |
| Непознато                            | Непознато                            |                                      | 11.405                               | 3,85%                                |